# Свинячі кульки
Свинячі кульки — китайські кульки, виготовлені з дрібно подрібненої свинини, крохмалю та іноді каракатиці для додання «жувальної» текстури та додаткового смаку.
Свинячі кульки є звичайною частиною кухонь Тайваню, Китаю та інших частин Азії, включаючи Малайзію, Сінгапур, Філіппіни, Індонезію (Балі) і Таїланд. Особливо популярні вони в тайванському місті Сіньчжу, де їм присвячений щорічний фестиваль. Назва походить від тайванської: 摃 (стукати молотком) + 丸 (куля). Однак перший символ зазвичай передається як 貢 (данина, подарунки), оскільки його вимова мандаринською мовою більше відповідає тайванській вимові 摃.
На Тайвані свинячі кульки найчастіше подають у супі під назвою ґунван тан (貢丸湯; піньїнь: gòngwán tāng), який, по суті, є прозорим бульйоном, заправленим нарізаним листям коріандру та зеленою цибулею. Їх також подають у різних видах супу з локшиною.
У В'єтнамі свинячу кульку (thịt heo viên) можна смажити або їсти з томатним соусом.